# Autoplusia egenella
Autoplusia egenella là một loài bướm đêm trong họ Noctuidae.